# Tansen (1943)
Tansen (Hindi: तानसेन Tānsen)  ist ein indischer Historienfilm von Jayant Desai aus dem Jahr 1943. Die Filmbiografie befasst sich mit dem Musiker Tansen (um 1506–1589).

## Handlung
Tansen kommt nach vielen Jahren musikalischer Ausbildung in sein Heimatdorf zurück, wo die junge Ziegenhirtin Tani als begabte Sängerin gilt. Er bemängelt ihr Melodieverständnis, doch sie zeigt ihm, dass für ihren Zweck des Singens des Rhythmus entscheidender ist, mit dem sie die Kühe von der Weide treibt. Zwischen beiden entwickelt sich mit der Zeit eine Romanze. Als er Tani vor einem wütenden Elefanten rettet, den er mit Gesang zähmt, wird der lokale Raja Ramchandra auf ihn aufmerksam. Tansen lässt sich darauf ein, gelegentlich für ihn aus Freundschaft zu singen.
An seinem Hof in Agra bedauert der Mogulkaiser Akbar I., dass unter seinen „neun Juwelen“ der Sitz eines Meisters der Musik unbesetzt ist. Er lässt im ganzen Land nach einem würdigen Experten suchen. Ein Entsandter des Moguls überrascht Tansen wie er mit seinem Gesang für Tani die entlaubten Bäume begrünt und zum Blühen bringt. Tansen lehnt seine Einladung an den Mogulhof ab, da er nur für Tani und seinen Raja singen wolle. Doch der Gesandte versucht Tansen beim Raja gegen die Freilassung dessen Sohnes herauszuhandeln. Tansen stimmt einem Gang an den Hof Akbars zu und verabschiedet sich von Tani.
Der unbegleitete Gesang Tansens vor Akbar bringt die Instrumente der kaiserlichen Musiker von allein zum Klingen. Akbar ist begeistert in Tansen endlich sein „neuntes Juwel“ gefunden zu haben, aber die Hofmusiker sehen sich in ihrer Position bedroht. In Isolation komponiert Tansen seine größten Melodien „Darbari“, „Miyanki Malhar“ und „Miyanki Todi“. Tani fühlt sich im Dorf von Tansen vergessen.
Es ist Akbars Geburtstag, an dem Tani nach Agra kommt, um Tansen zu treffen. Dieser ist seine Aufgabe am Hof inzwischen leid. Er lässt sich auf ein romantisches Zusammentreffen mit Tani in seinem Gemach ein, anstatt bei der Geburtstagsfeier des Moguls zu erscheinen. Obwohl die Hofmusiker Tansen missgünstig gestimmt sind, zeigt Akbar Verständnis für ihn und will Tansens Liebe für seinen Vorteil nutzen.  Mit Überzeugung und leichtem Zwang gebietet er Tani, Tansen der Musik wegen zu verlassen, weil ein gebrochenes Herz unvergleichliche Musik erschaffen kann. Sie verspricht unter Tränen Gehorsam.
Akbar fordert den verletzten Tansen zum Singen auf, doch der verweigert sich und würde eher die Todesstrafe akzeptieren als zu singen. Aber sein Schmerz bringt ihn allein im Garten zur Freude des heimlich lauschenden Akbars zum Singen. Erst der Bitte Akbars, der schwer gemütskranken Prinzessin Shehzadi den Raga „Deepak“ zu singen, kommt Tansen nach einigem Zaudern nach. Der intrigante Hofmusiker Zehen Khan hatte ihr den Zauber des alles entflammenden Ragas eingeredet. Tansen schafft es, Kerzen zum Entzünden zu bringen. Die von der „Deepak“-Note verursachte Hitze droht ihn als Sänger aber danach, wie von Khan beabsichtigt, von innen zu verbrennen.  Als Akbar durch den Hofarzt Azam Khan von Zehen Khans Plan erfährt, lässt er ihn und die anderen Hofmusiker festnehmen. Da alles Wasser nicht ausreicht Tansen abzukühlen, lässt Akbar auf den Rat seines Hofphilosophen Birbal nach einem Sänger des Gegen-Ragas „Megh Malhar“ suchen, aber vergeblich.
Der sterbende Tansen wünscht noch einmal zu seinem Freund Raja Ramchandra zu reisen. Auf dem Weg dorthin rastet er an einem Brunnen und trifft auf Tani. Sie singt den „Megh Malhar“ und heilt Tansen.

## Hintergrund
Für die Produktion wurde der Darsteller K. L. Saigal von der Filmgesellschaft New Theatres ausgeliehen, wo dieser unter Vertrag stand. Der Film entstand bei der Gesellschaft „Jayant Desai Production“ und wurde über Ranjit Movitone vertrieben. Dialogautoren waren D. N. Madhok und Munshi Dil. Regisseur Jayant Desai erscheint nach dem Vorspann umgeben von Kameras, Instrumenten und Mikrofon und erklärt, dass der Film jenseits der allgemeinbekannten Mythen um den Musiker Tansen eine Liebesgeschichte zwischen ihm und der Hirtin Tani darstellt.
Tansen wurde der finanziell zweiterfolgreichste indische Film des Jahres 1943.

## Filmmusik
Die Liedtexte zur Musik von Khemchand Prakash schrieben D. N. Madhok und Pandit Indra. Einer der 13 Filmsongs, Madhoks Ho dukhiya jiyara rote naina, wurde von Bulo C. Rani komponiert. Das Duett More Balpan Ke Sathi Chhaila Bhul Jaio Na ist zweimal im Film zu hören. Die Hauptdarsteller Kundan Lal Saigal und Khurshid sind gleichzeitig Sänger der Filmlieder.
| Lied                                      | Sänger                      |
| ----------------------------------------- | --------------------------- |
| Ghata Ghanaghor Ghor                      | Khurshid                    |
| Aao Gori Aao Shyama                       | Khurshid                    |
| Kahe Guman Kare Re Gori                   | Kundan Lal Saigal           |
| Rumajhum Rumajhum Chaal Tihaari           | Kundan Lal Saigal           |
| Baag Laga Dun Sajani                      | Kundan Lal Saigal           |
| More Balpan Ke Sathi Chhaila Bhul Jaio Na | Khurshid, Kundan Lal Saigal |
| Sapt Suran Tin Graam Gaavo Sab Gunijan    | Kundan Lal Saigal           |
| Ho Dukhiya Jiyara Rote Naina              | Khurshid                    |
| Ab Raja Baye More Balam                   | Khurshid                    |
| Binaa Pankh Panchhi Hun Main              | Kundan Lal Saigal           |
| Din Soona Sooraj Bina                     | Kundan Lal Saigal           |
| Baraso Re                                 | Khurshid                    |